# 敗血性休克
敗血性休克（英語：Septic shock），又稱感染性休克，是指罹患嚴重敗血症（sepsis）的部分病人，敗血症是種身體對感染的反應。病人出現無法由搶救輸液（fluid resuscitation）挽回的低血壓，從而產生器官灌注（perfusion）異常，導致如乳酸中毒（lactic acidosis）、少尿（oliguria）、或急性精神異常的情況。無論是何種微生物，在身體任何部位的感染，都有可能引起發燒、心跳加速、呼吸急促、白血球上升等全身性的發炎反應，這就是敗血症。
敗血症較常發生於抵抗力不佳的病人身上，如老年人、癌症病患、器官功能不全病患等，但健康的年輕人亦可能因感染而引發敗血症。將近一半的敗血症是由肺炎所引起，但腹腔內感染、傷口感染及泌尿系統感染等均可能是敗血症的感染源。

## 統計學
在美國，多次研究顯示，敗血性休克的死亡率介於21.6－50.8%。男性的發病率略高，占52－66%。多數病人在60歲以上。

## 徵狀
嚴重敗血症的定義上來說，得到敗血症之後進一步導致器官功能異常，低血壓或一個以上器官低灌流的現象稱之，這裡所指的器官功能異常是指由於敗血症引起的低血壓以及廣泛性血管內凝集所導致的器官異常。
敗血性休克導因於敗血症之後，進一步導致組織灌流不足，並且不能由點滴輸液回復血壓，臨床上可以看到組織缺氧後引起的血液酸化，呼吸窘迫，尿液量減少，意識改變等等症狀，當組織灌流不足越發嚴重蔓延多數器官，則可能產生多重器官功能異常或多重器官衰竭。

## 病理及生物學
敗血性休克的介導因素：
- 細胞介質：激活巨噬細胞、中性粒細胞、血小板、內皮細胞等釋放細胞因子及其他介質。
  - 脂多糖（lipopolysaccharide）
  - 脂磷壁酸（lipoteichoic acid）
  - 肽聚糖
- 體液介質：
  - 細胞因子：促進炎症反應，如TNF-alpha, IL-8, IL-6, IL-10, G-CSF
  - 補體
  - 一氧化氮
  - 花生四烯酸（arachidonic acid）
  - 黏附分子（adhesion molecules）、選擇素（selectins）、白細胞整合素（leukocyte integrins）

## 研究敗血症的動物模式
敗血症的實驗模式最主要的可分為三大類 (Parker and Watkins, 2001)：
內毒素中毒模式 (endotoxicosis models)：利用細菌內毒素之LPS直接藉由血管、腹腔等途徑注入動物體內，引發類似敗血症。
敗血症模式 (sepsis models)：直接將病源菌注入動物體內。
腹膜炎模式 (peritonitis models)：將動物的盲腸結紮後，以針頭刺穿盲腸造成腸內排泄物流出腸道所引發的腹膜炎。

## 細菌內毒素LPS引發之生理與病理反應
革蘭氏陰性菌引發敗血症的形成主要是細菌的細胞壁中含有的脂多醣 (lipopolysaccharide; LPS，或稱為內毒素; endotoxin) 所引發的發炎反應有關；而革蘭氏陽性菌等所引發的敗血症則是因為細胞壁中含有的肽聚糖、lipoteichoic acid (Majcherczyk et al., 1999; Morath et al., 2001)、lipoprotein (Wang et al., 2000) 或某些外毒素 (exotoxin) 的產生 (Dinges and Schlievert, 2001) 有關。
LPS 是所有革蘭氏陰性細菌在其外膜上 (outer membrane) 共有的醣酯質 (glycolipid) 成分，主要可以分做兩個區塊：親水性區塊，當中含有核心 (the core) 和O-antigen 酯多醣區域；親脂性的lipid A 區塊。前者中的O-antigen鏈是構造變化較多之處，隨著菌種的不同此塊區域的組成就會產生變異，而核心區域處的構造較為固定，變化很少 (Jansson et al., 1981)。根據研究顯示親脂性的lipid A 區塊為造成LPS 所誘發之生物性反應的主因，而親水性區域處則與這些反應無關。
當體內免疫系統受到微生物本身或其分泌物質 (例如：LPS或lipoteichoic acid等) 的刺激時，會釋放出許多的細胞激素 (cytokines)、tumor necrosis factor-α (TNF-α)、interferon-γ (IFN-γ)、脂質代謝產物 (前列腺素) 及一氧化氮 (nitric oxide; NO) 的產生，並且進一步活化補體系統 (complement system)、白血球和血管內皮細胞等，產生不同的免疫反應，以抵抗外來微生物的侵襲 (Cohen, 2002)。發炎反應是寄主對抗細菌性感染的第一道防線。這些被誘導的基因 (inducible genes) 表現出的蛋白質，包含：細胞激素、吸附性蛋白質 (adhesive proteins) 與許多會促進發炎反應有關的小分子 (proinflammatory mediators)。這些基因的活化可以調節寄主的免疫反應，以去除寄主體內的細菌感染。相對地，當這些免疫反應過度地發生時，會引發過強的急性發炎反應 (acute inflammation)，便可能造成寄主的傷害，導致高燒、神志不清、低血壓、凝血異常等症狀，甚至造成瀰漫性血管內凝血 (disseminated intravascular coagulation; DIC)、呼吸衰竭或腎衰竭、敗血症、多重器官功能衰竭，嚴重會導致死亡 (Cohen, 2002; van der Poll et al., 1999)。
由於LPS 所誘發之生物性反應被認為是引發敗血症的主因。因此，LPS 所活化之訊息路徑引起了研究者的廣泛注意，期望能夠發現造成敗血症的分子機制，以提供更適切的治療方式。在1990年Schumann等學者發現LPS結合蛋白 (LPS-binding protein; LBP) 以來 (Schumann et al., 1990)，LPS 誘發的訊息傳遞路徑被廣為研究 (Ulevitch and Tobias, 1995)。目前認為LPS 對於巨噬細胞的活化主要是藉著LBP-LPS 與細胞膜上CD14 (membrane, mCD14) 形成複合體後，可以藉由受體Toll-like receptor 4 (TLR4) 的活化之後，將一連串的訊息傳遞入細胞內，藉由活化許多特定的轉錄因子 (transcriptional factors) 以便進一步活化特定的基因 (Beutler, 2000)；然而對於內皮細胞而言，則是透過游離態CD14 (soluble, sCD14)協助，與TLR4結合後，將訊號傳遞入細胞內 (Bazil and Strominger, 1991; Dauphinee and Karsan, 2006; Pugin et al., 1993)。